# Federazione Industria Musicale Italiana

Logo Federazione Industria Musicale Italiana

Federazione Industria Musicale Italiana, skr. FIMI (tłum. włoska federacja przemysłu muzycznego) – włoska organizacja zrzeszająca producentów fonogramów i wideogramów. Jej główne zadanie to reprezentowanie producentów oraz zwalczanie praktyk piractwa fonograficznego. Organizacja zajmuje się również przyznawaniem certyfikatów sprzedaży, tj. złotych (30 000 nośników), platynowych (60 000 nośników) i diamentowych płyt (300 000 nośników). FIMI prowadzi również cotygodniową listę najpopularniejszych wydawnictw we Włoszech. Od 2008 roku w związku ze spadkiem sprzedaży singli na nośnikach fizycznych FIMI prowadzi listę, opierając się na sprzedaży przez internet – download.
FIMI jest Grupą Krajową Międzynarodowej Federacji Przemysłu Fonograficznego (IFPI), która zrzesza i reprezentuje światowy przemysł muzyczny.